# Capitólio Estadual de Vermont
O Capitólio Estadual de Vermont (em inglês: Vermont State House) é a sede do governo do estado de Vermont. Localizado na capital, Montpelier, foi incluído no Registro Nacional de Lugares Históricos em 30 de dezembro de 1970.